# Paróquia de Rapides
A Paróquia de Rapides é uma das 64 paróquias do estado americano da Luisiana. A sede da paróquia é Alexandria, e sua maior cidade é Alexandria.
A paróquia possui uma área de 3 527 km² (dos quais 2,89 km² estão cobertas por água), uma população de 126 337 habitantes, e uma densidade populacional de 37 hab/km² (segundo o censo nacional de 2000). 